# Geo Verbanck
George Leopold (Geo) Verbanck (Gent, 28 februari 1881 – Aartselaar, 12 december 1961) was een Belgische beeldhouwer en medailleur.

## Biografie
Geo Verbanck werd geboren in Gent op 28 februari 1881, als tweede kind van de ongehuwde Maria Amalia Gerardi (1859-1938). Hij bracht zijn jeugd als pleegkind door op het platteland in Laarne. Toen zijn moeder in 1892 trouwde met Henricus Verbanck (1865-1906), kreeg hij de naam Verbanck. Op 14-jarige leeftijd moest hij gaan werken in Gent. Hij werd leerjongen in het atelier van Petrus Pauwels-D'hondt, een beeldhouwer en kunstschrijnwerker van  stijl- en kerkmeubelen. Hij leerde hier de eerste technieken van het houtsnijwerk.
Na het overlijden van Pauwels-D'Hondt in 1896 gaat hij aan de slag bij Aloïs De Beule, die een werkhuis van artisanale kunstproducten runde. Het werkhuis maakte een brede waaier van kunstwerken zoals kruisbeelden, kruiswegen, allegorische beelden, grafzerken en bustes. Niet alleen Geo Verbanck, maar ook zijn tijdgenoten Leon Sarteel en Oscar Sinia leerden hier verschillende materies technisch beheersen, en wordt de basis van hun ambachtelijk vakmanschap gelegd.
Het is De Beule die Verbanck aanraadt een kunstopleiding te volgen aan de Koninklijke Academie voor Schone Kunsten van Gent. Hij volgt er les van 1898 tot 1904 bij onder anderen Jean Delvin en Louis Van Biesbroeck. Hij volgt ook les aan de Koninklijke Academie voor Schone Kunsten van Brussel bij Charles Van der Stappen van 1905 tot 1906. Zij hebben allen een belangrijke invloed gehad op de artistieke ontwikkeling van Geo Verbanck.
In 1909 neemt hij deel aan de wedstrijd “Groote staatsprijskamp van beeldhouwkunst”, de zogenaamde Prijs van Rome.  Hij behaalt er in de eindproef de tweede prijs met het beeld Orpheus, nadat hij na drie voorbereidende proeven als eerste geklasseerd stond.
Geo Verbanck geraakte gaandeweg meer bekend, onder andere door zijn deelname aan nationale en internationale tentoonstellingen.
In 1912 kreeg hij het ontwerp van het Monument ter ere van de gebroeders Van Eyck in Gent toegewezen, tezamen met architect Valentin Vaerwyck, die instond voor het architecturale gedeelte. Het monument, dat internationaal werd gefinancierd, werd op 9 augustus 1913 tijdens de wereldtentoonstelling ingehuldigd door koning Albert onder grote belangstelling. Het monument werd zeer gunstig onthaald, en betekende de definitieve doorbraak van Verbanck als kunstenaar.
Een constante in het leven van Verbanck was het delen van zijn technische kennis en artistiek inzicht met anderen. Hij gaf les aan de academie van Dendermonde van 1911 tot 1927. Hij werd benoemd als lesgever aan de Koninklijke Academie voor Schone Kunsten van Gent in 1924. Hij is dit blijven doen tot aan zijn pensionering in 1941. Hij was er ook waarnemend directeur van 1935 tot 1937.
Vele kunstenaars kwamen zich ook in zijn atelier verder vervolmaken, onder wie zijn neef Gustaaf Van den Meersche.
In 1941 werd Verbanck bekroond met de staatsprijs “Groote prijs der plastieke kunsten” voor zijn gehele oeuvre.
Verbanck bleef actief als beeldhouwer tot aan zijn overlijden in 1961.

## Stijl
Verbanck wordt beschouwd als een van de laatste klassieke beeldhouwers en "le poète de l'élégance". Zijn brede ambachtelijke vorming liet hem toe werken in een veelheid van materies te creëren. Zijn oeuvre telt werken in gips, brons, verschillende steensoorten (Arduin, marmer, Euville (kalksteen)), ivoor en diverse houtsoorten zoals eik, linde en palm. 
Zijn vorming aan de academies in Gent en Brussel lieten hem toe zijn eigen gevoelige figuratieve stijl te ontwikkelen waarbij een klassieke zuiverheid, harmonie en een intuïtief aanvoelen van de juiste dimensie primeerden.
Daar waar zijn werk oorspronkelijk nog beïnvloed werd door de slingerende art nouveau, zal dit gaandeweg evolueren naar een meer lineaire en hoekige art deco uitdrukking tijdens het interbellum. Na de Tweede Wereldoorlog zal zijn werk verder evolueren naar een zachtere ronde vormgeving.

## Selectie van de voornaamste werken
Geo Verbanck heeft tijdens zijn carrière talloze publieke opdrachten gekregen zoals monumenten, oorlogsgedenktekens en decoraties voor gebouwen. 
De privé-opdrachten bestonden voornamelijk uit grafmonumenten, portretbustes en -medaillons en medailles.
Verbanck was een gereputeerd medailleur. 35 kunstmedailles werden door hem ontworpen.
In zijn vrije plastiek zijn vooral de vrouw, het kind en het gezin hoofdthema's, die worden verbeeld.

### Monumenten
- Monument ter ere van de gebroeders Van Eyck (1912) – Gent, Geraard de Duivelhof[11]
- Fries “De gerechtigheid” (1955-1961) – Gent, Oud gerechtsgebouw, Koophandelsplein[12]

### Oorlogsgedenktekens
- Dendermonde (1924), WO1, Heldenplein
- Grimde (1928), WO1, Necropolis Sint-Pieterskerk
- Lebbeke (1921), WO1, Grote Plaats s/n [13]

- Lotenhulle (1921), WO1, Heilig Kruiskerk
- Moerbeke (1920), WO1, Bevrijdersstraat
- Roeselare (1945), WO2, O-L-Vrouwmarkt, Pools monument
- Ronse (1952), WO2, Antonia Depoortereplein [14]

In Gent realiseerde Verbanck vijf gedenktekens na de Eerste Wereldoorlog in 1920 (3), 1922, 1923, en een na de Tweede Wereldoorlog in 1955.

### Openbare gebouwen
Geo Verbanck geloofde sterk in de harmonieuze complementariteit van beeldhouwkunst en architectuur. Hij was onder andere lid van de kunstvereniging “l’Art Monumental”.
Bekende architecten zoals Valentin Vaerwyck, Oscar Van de Voorde, Jules Van den Hende, August Desmet , Jan-Albert De Bondt, Jean Hebbelynck en Geo Bontinck hebben een beroep gedaan op Geo Verbanck voor de integratie van de beeldhouwkunst in de architectuur.
- Oud Postgebouw (1912), Gent - Korenmarkt, 5 beelden die de 5 werelddelen symboliseren
- Bank van de Arbeid (1922), Gent – Voldersstraat,  bas-reliëfs en beeldengroepen[18]
- Provinciehuis (1957), Gent - Gouvernementstraat, portaal en bas-reliëfs[19]
- Gerechtsgebouw (1920-1924), Dendermonde - Justitieplein, bas-reliëfs voorzijde en inkomhal, portaal kinderrechtbank achterzijde
- Faculteit van de Diergeneeskunde Universiteit Gent - Coupure rechts[20] [21]
- Eeuwfeestpaleizen (1935),Laken - Belgiëplein-Heizel, standbeeld De Kunsten

### Funerair erfgoed
Verbanck was een veelgevraagd kunstenaar voor het ontwerp van grafmonumenten. Het hele scala van zowel portretmedaillons, bustes, bas-reliëfs als volronde beelden komen aan bod.
Men vindt werk van Verbanck terug op de volgende begraafplaatsen: Gent (Westerbegraafplaats, Campo Santo, Gentbrugge, Zuiderbegraafplaats), Lokeren, Moerbeke, Elsene en Laken.

### Portretbustes en -medaillons
Verbanck was een bekend portrettist. In tal van bustes en plaketten bereikte hij een intense zeggingskracht met een verfijnde psychologische uitdrukking. Hij maakte onder andere portretten van Cyriel Buysse , Jozef De Coene, Jozef Horenbant, Valentin Vaerwyck en Gustave Magnel.

### Toegepaste kunst
Geo Verbanck had een voorliefde voor sierkunsten. Zo ontwierp hij wisselbekers, juwelenkistjes, klokjes, boekensteunen en een radiatordop voor luxeauto's.
Vermeldenswaard is zijn samenwerking tijdens het interbellum met de Kortrijkse Kunstwerkstede Gebroeders De Coene, voor wie hij een aantal bronzen sierobjecten ontwierp zoals meubelbeslag, deurplaten en interieurdecoratie.

### Medailles
De medaillecatalogus van Geo Verbanck bevat 35 kunstmedailles. Stilistisch is de invloed van art nouveau en art deco duidelijk merkbaar.

## Leerlingen
- Jan Anteunis (1896-1973)
- Roger Bracke (1913-1993)
- Aimé De Martelaere (1914-1992)
- Prosper Haeck (1902-1993)
- Robert Heylbroeck (1901–1962)
- Bert Servaes  (1909–1994)
- André Taeckens (1909-1965)
- Gustaaf Van den Meersche (1891-1970)
- Willy Van Huyse  (1911-1993)
- Frans Van Ranst  (1906-1987)
- Geo Vindevogel (1923-1977)

## Wetenswaardigheid
- Geo Verbanck en Valentin Vaerwyck woonden naast elkaar op de Kortrijksesteenweg aan De Sterre, een belangrijke uitvalsweg ten zuiden van het centrum van Gent, vlak bij het Miljoenenkwartier. De nog bestaande woningen, die geklasseerd zijn, zijn getekend door Vaerwyck.[27] De decoraties voor deze woningen zijn gemaakt door Verbanck.[28]

## Fotogalerij

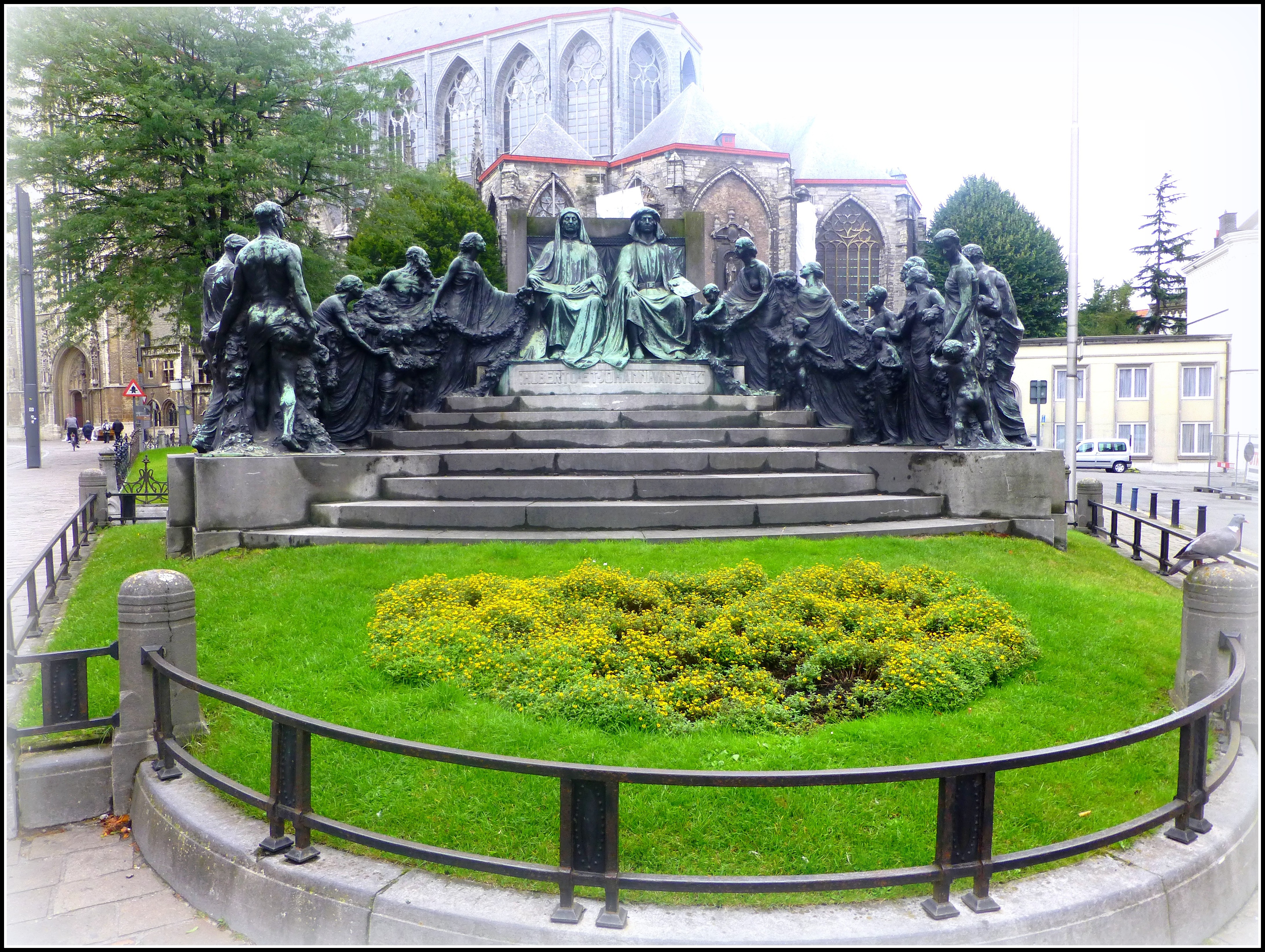
Monument ter ere van de gebroeders Van Eyck  Gent
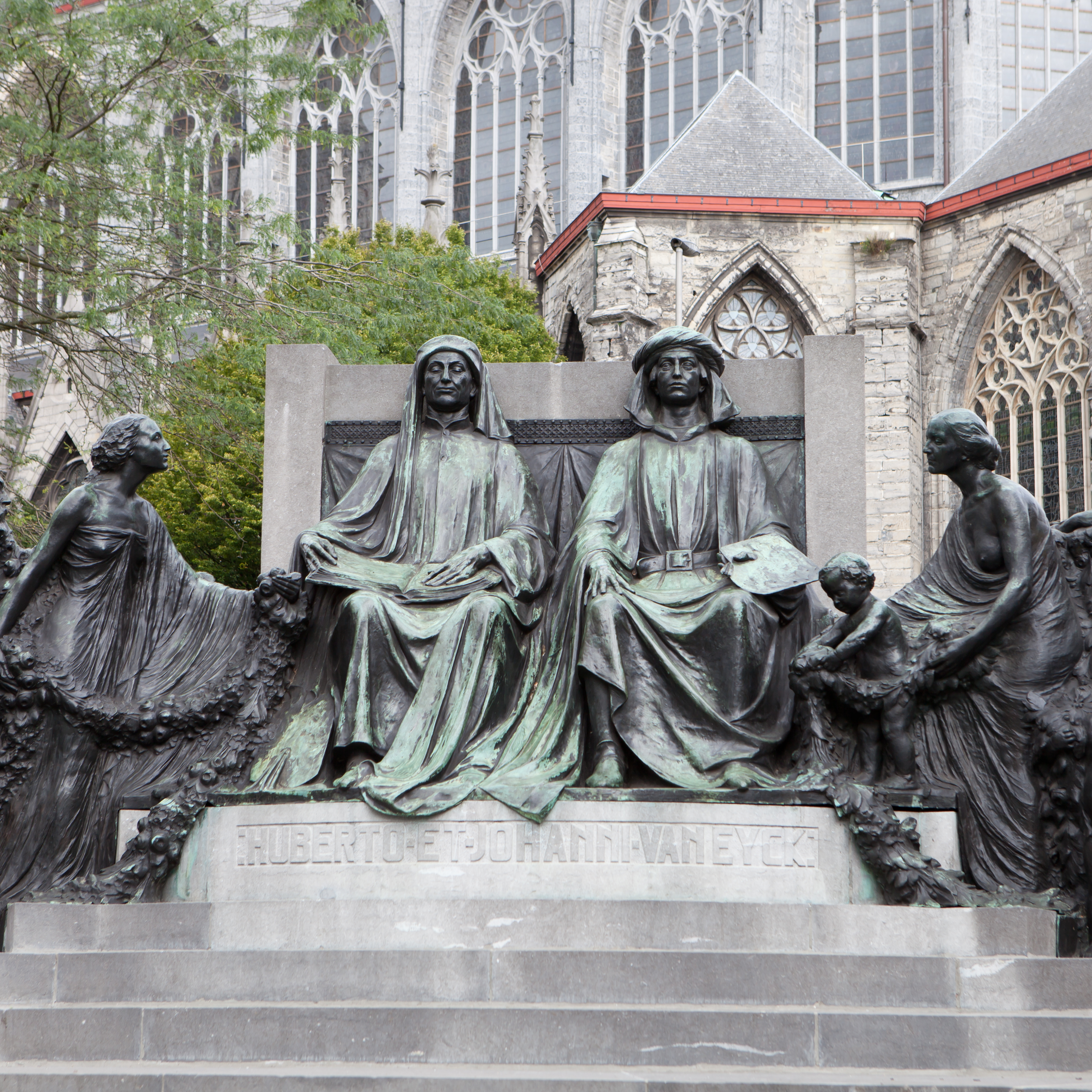
Monument, in brons, ter ere van de gebroeders Van Eyck  Gent
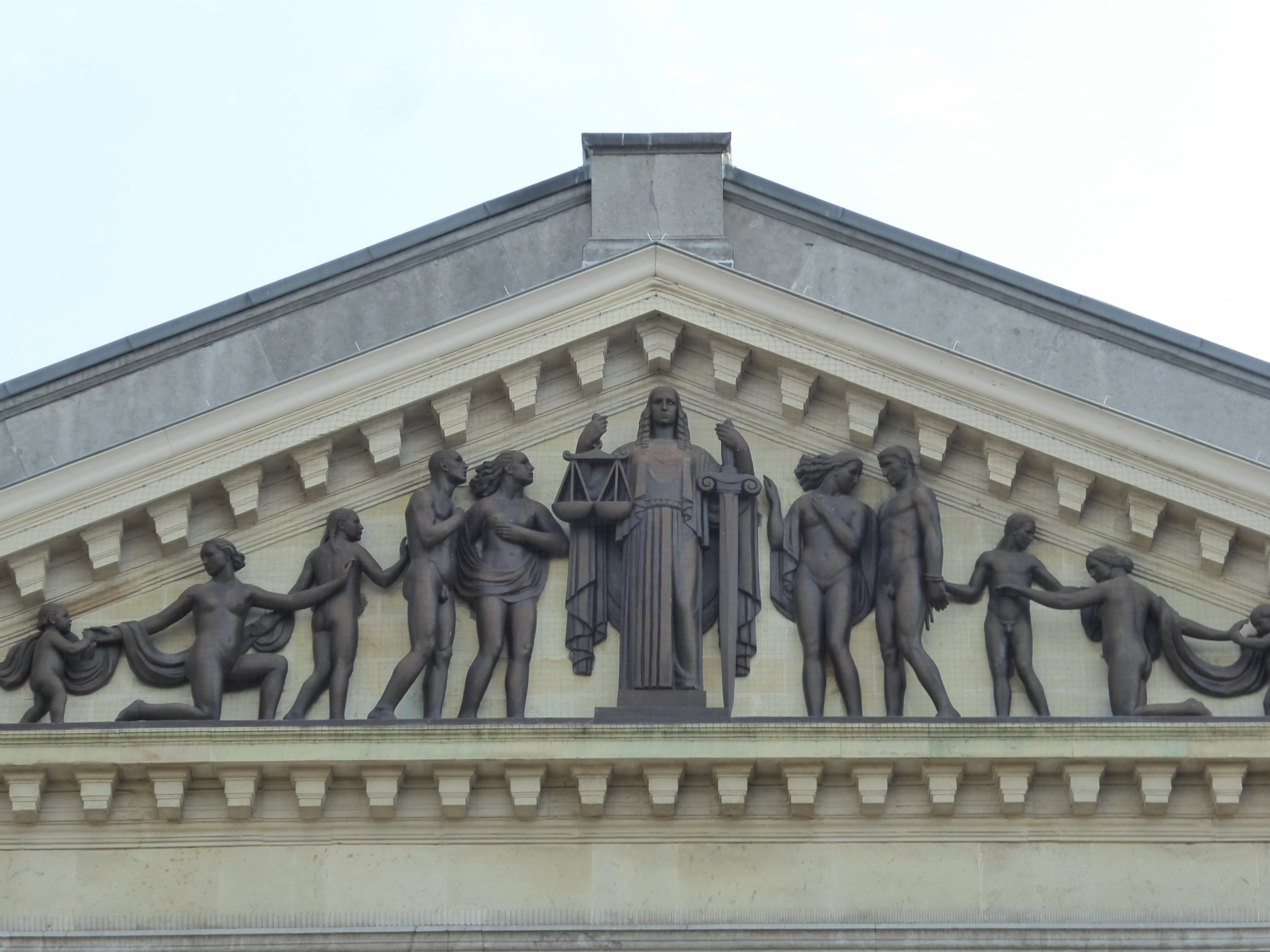
Beeldengroep in brons “De gerechtigheid”- Fronton oud gerechtsgebouw Gent
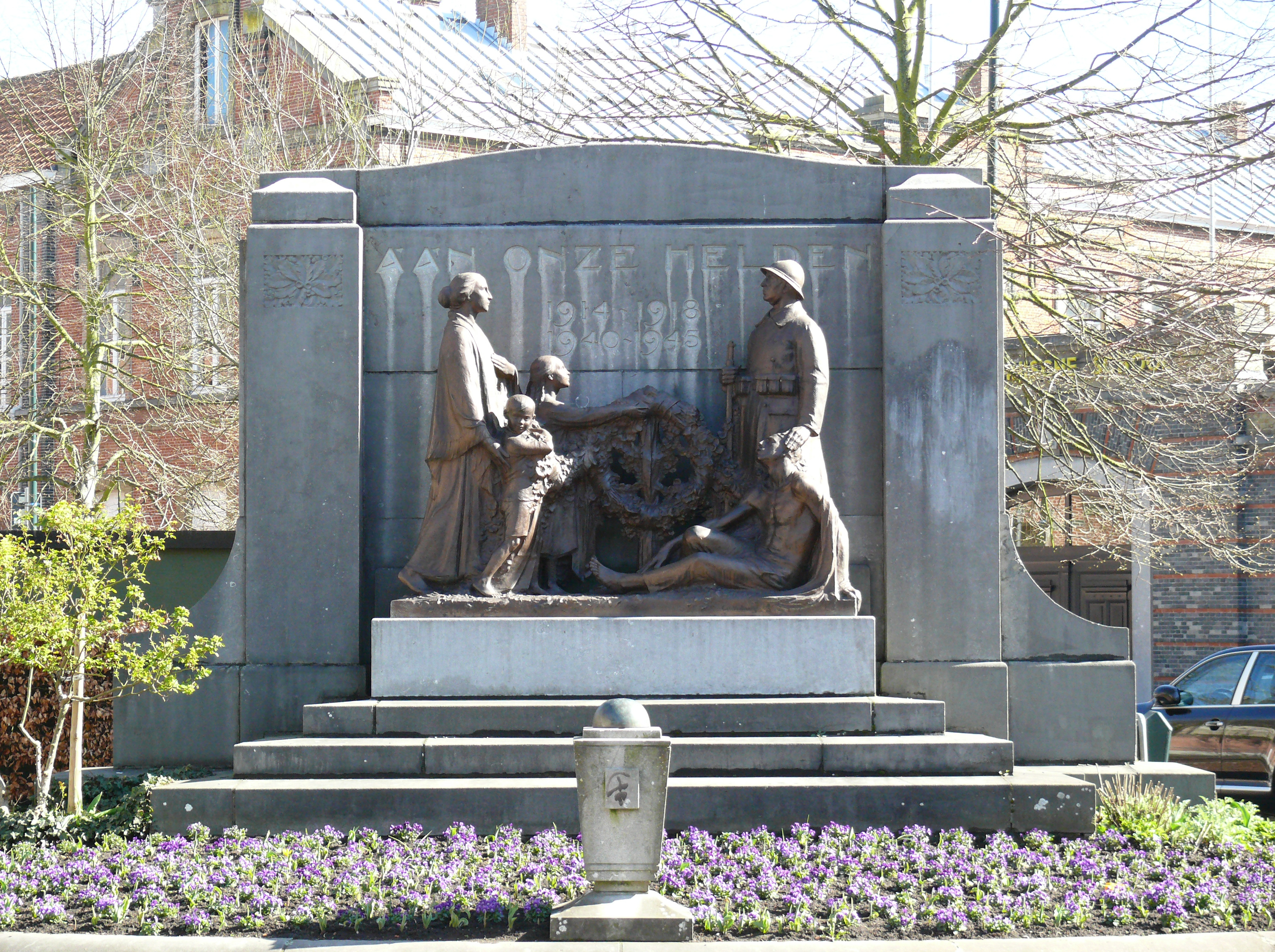
Oorlogsmonument in brons en arduin Dendermonde
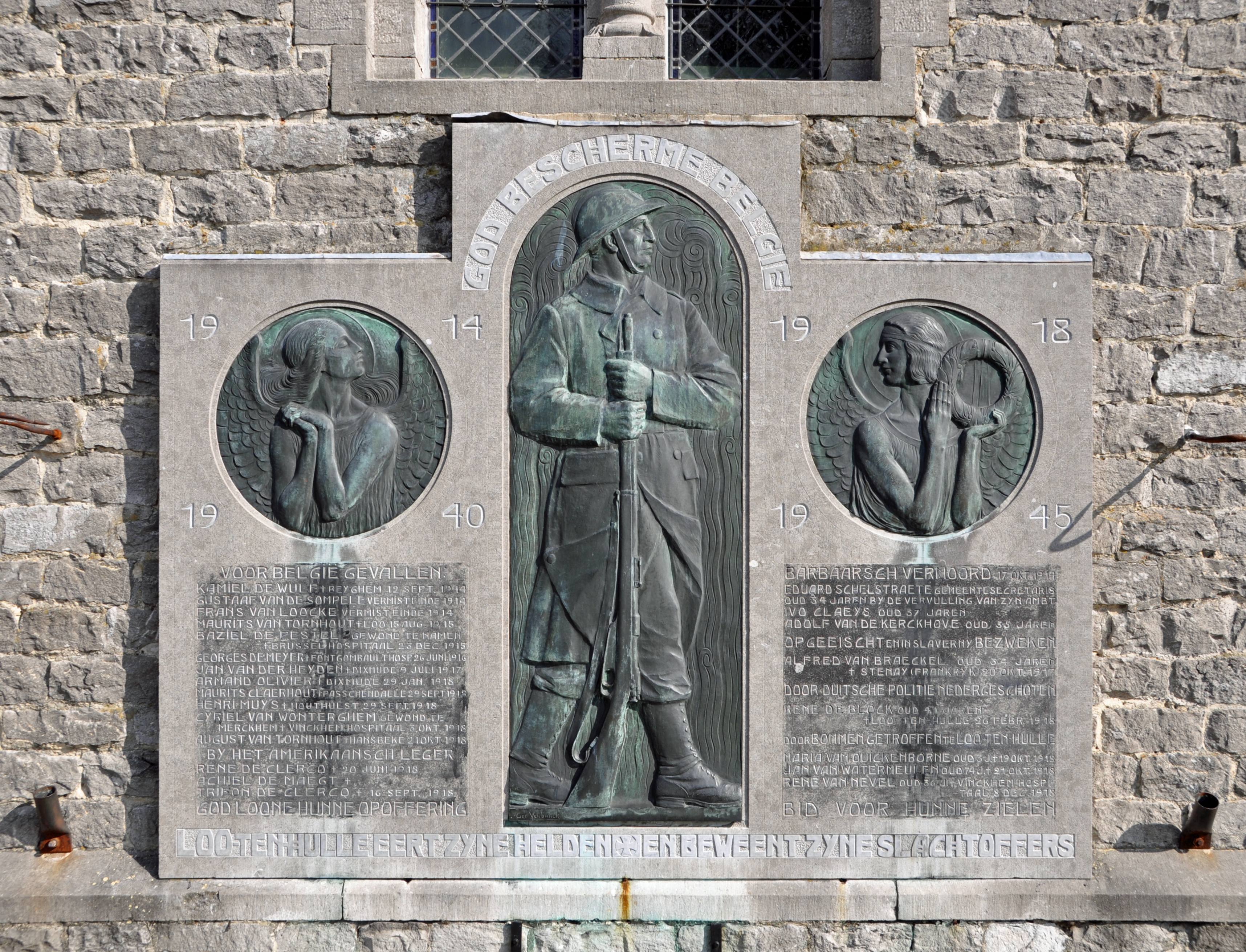
Oorlogsgedenkteken in Brons Lotenhulle
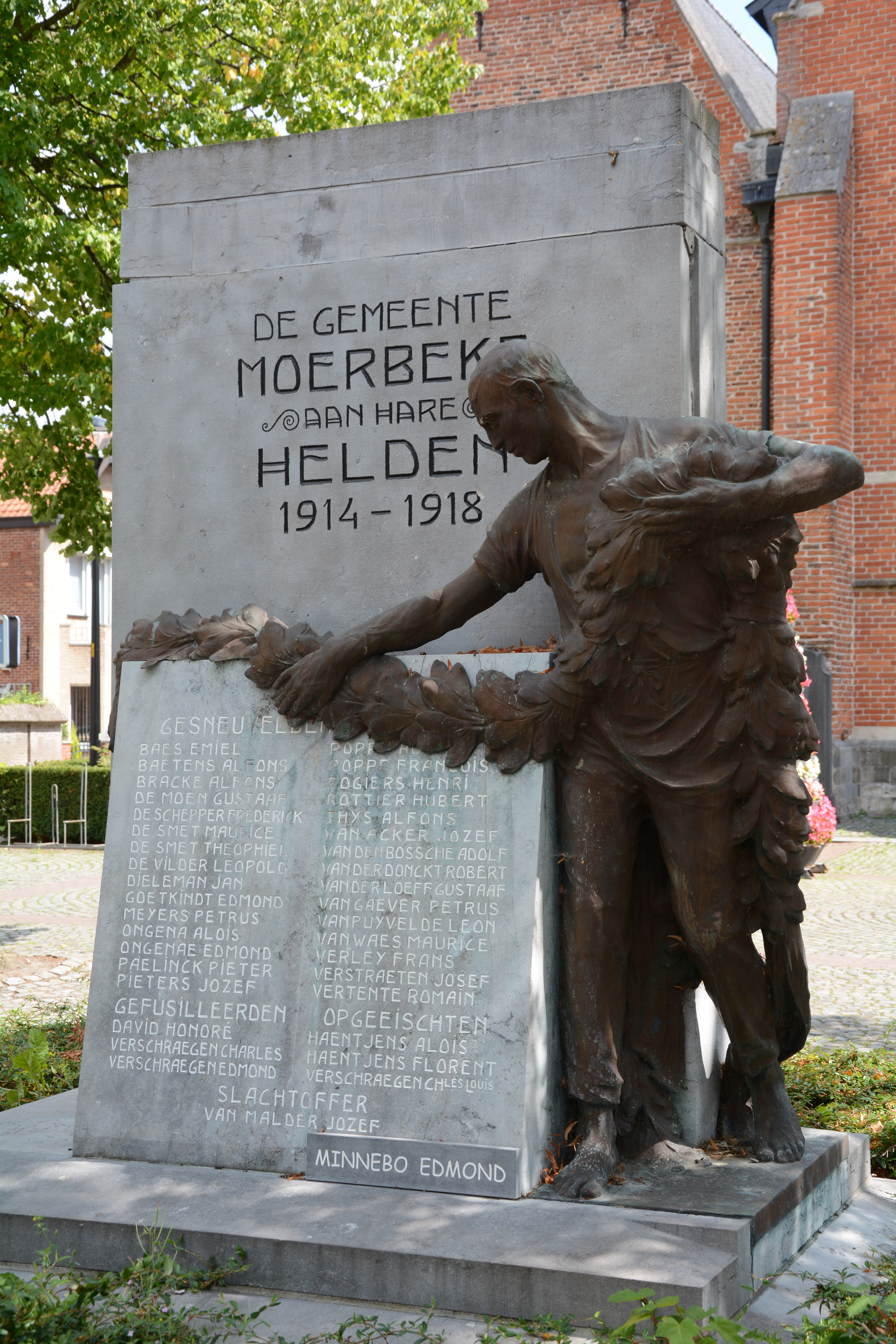
Oorlogsmonument in brons Moerbeke
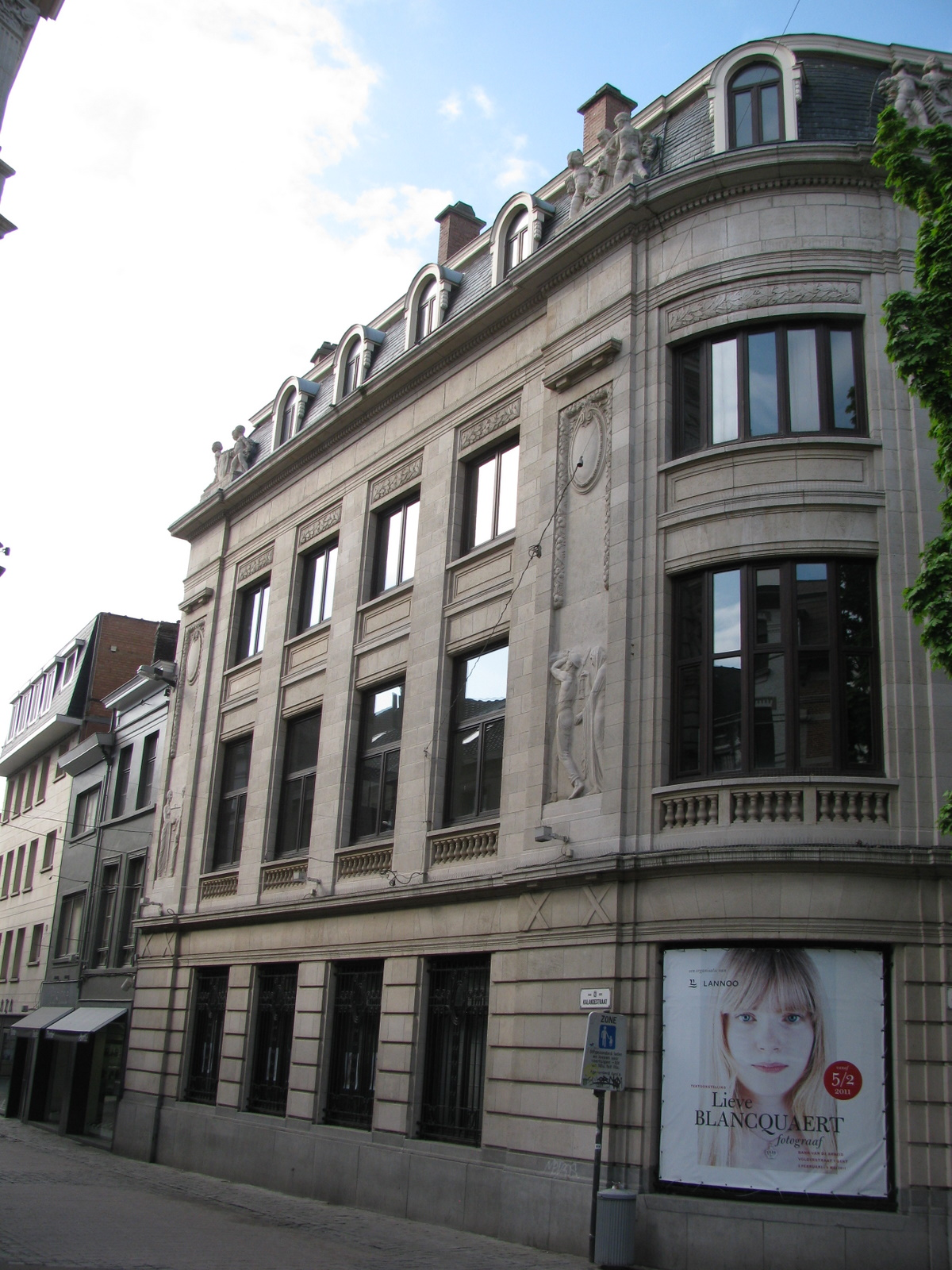
Bank van de Arbeid   Gent
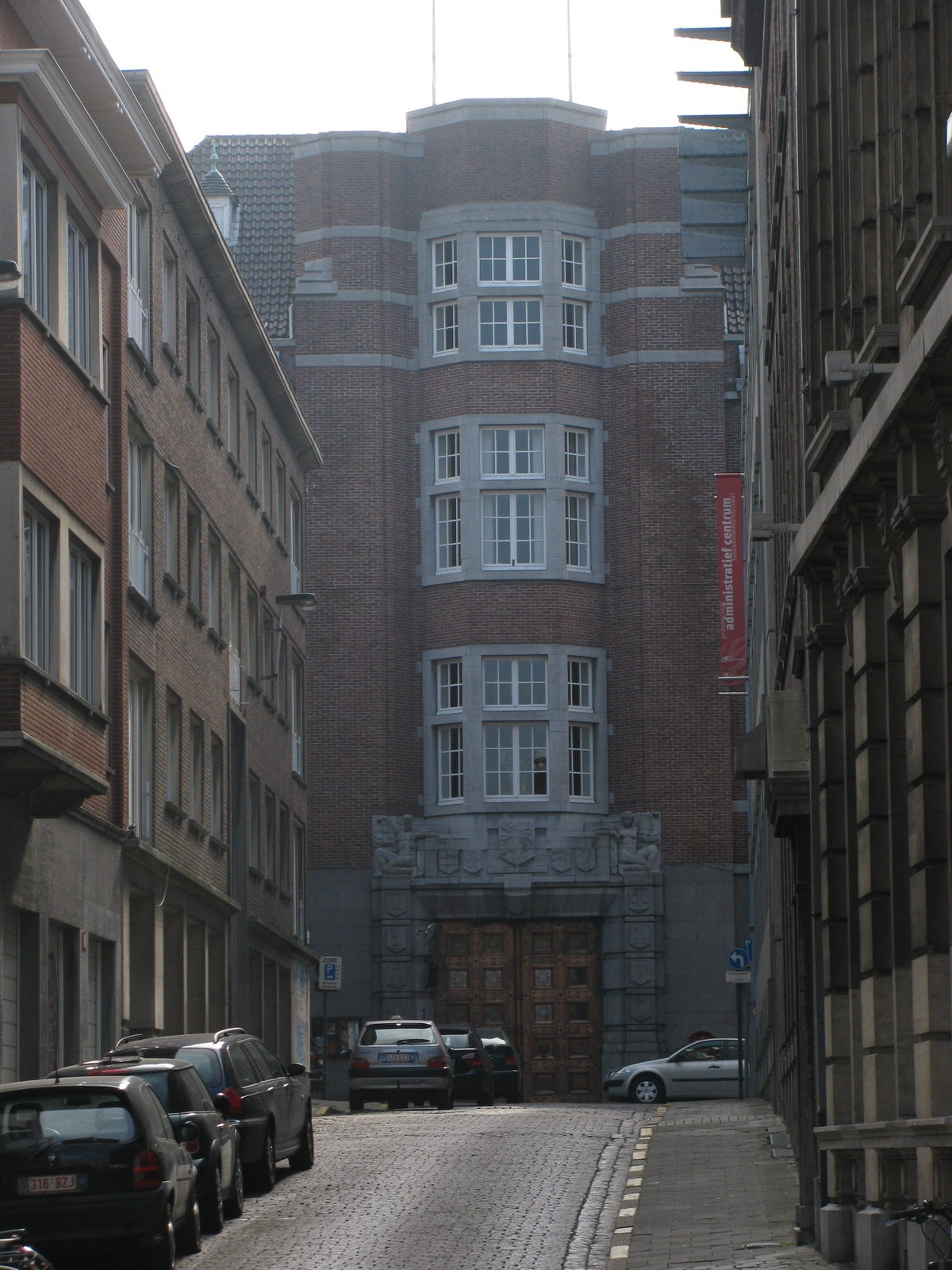
Portaal Provinciehuis  Gent
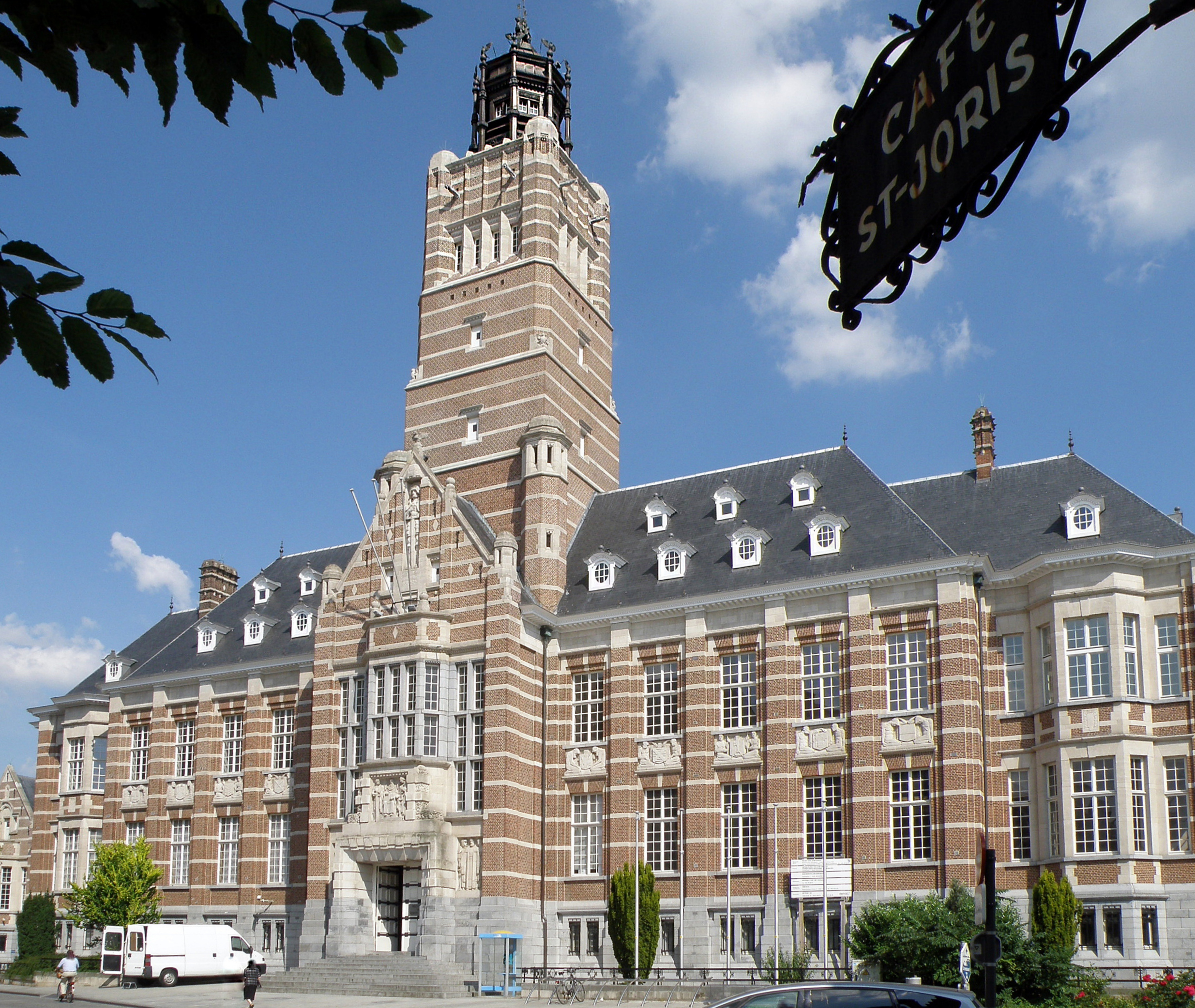
Ornamenten in witte natuursteen, gerechtsgebouw  Dendermonde
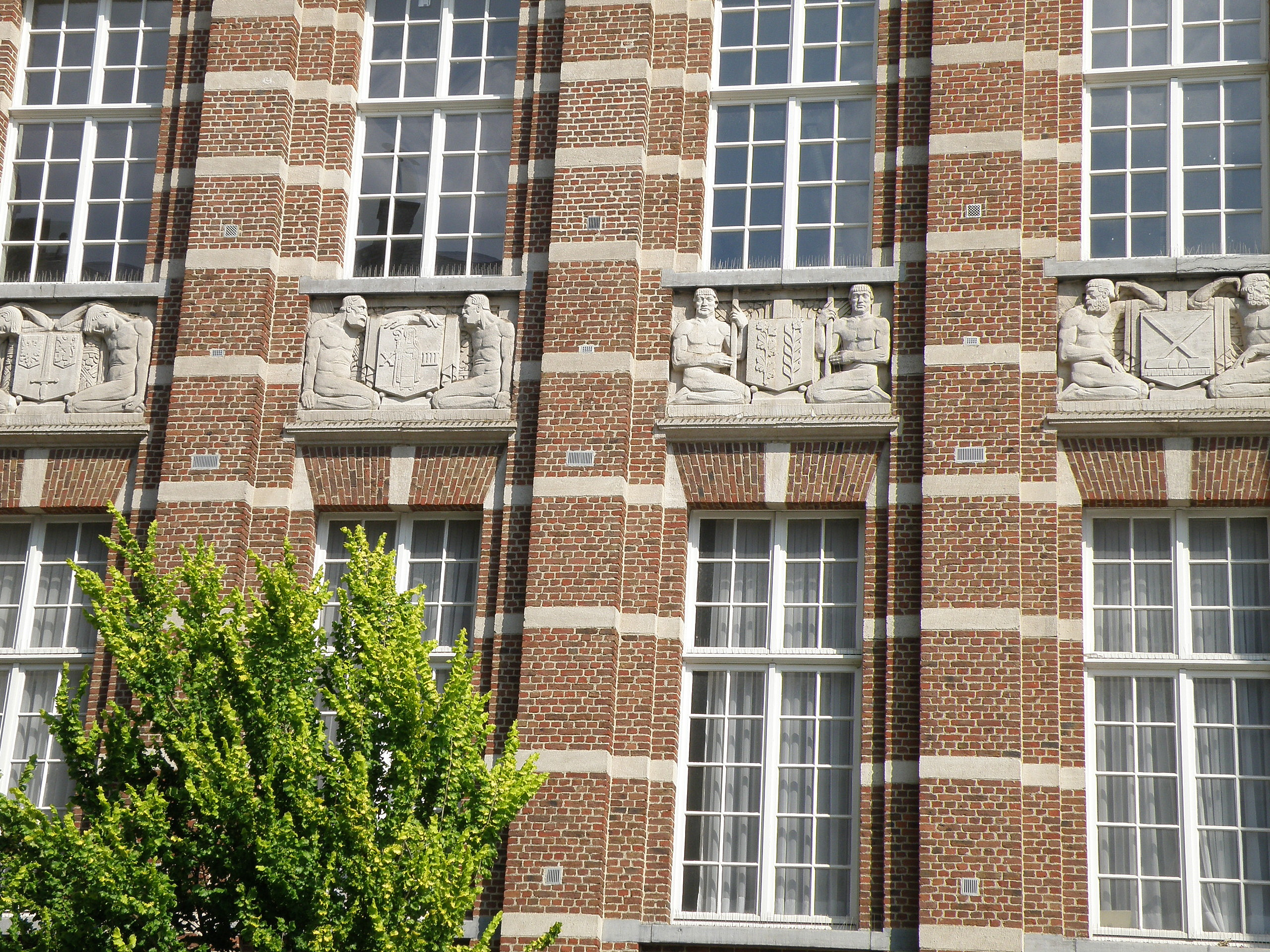
Gerechtsgebouw  Dendermonde
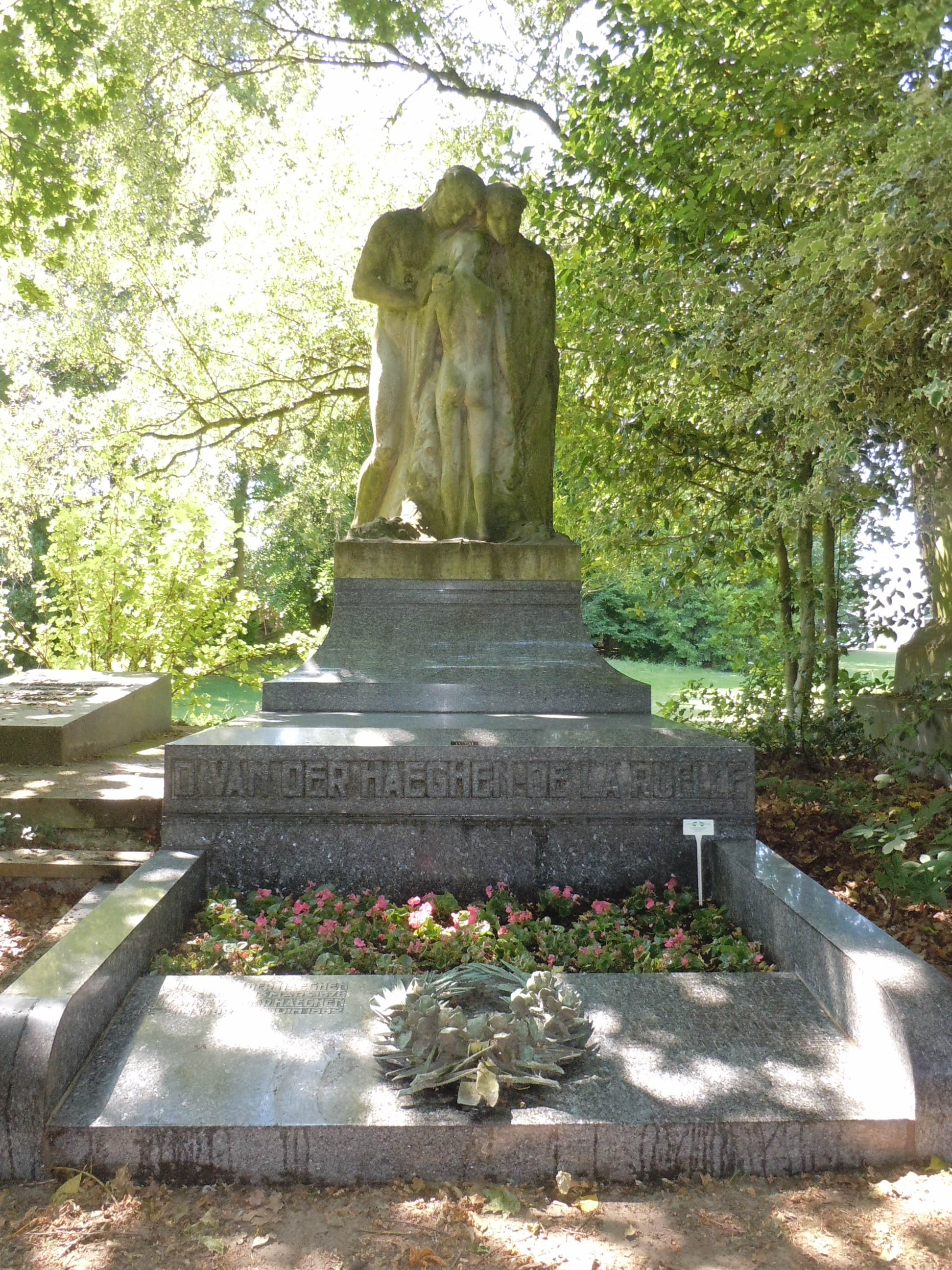
Westerbegraafplaats Gent - beeldengroep Vanderhaeghen-Delaruelle
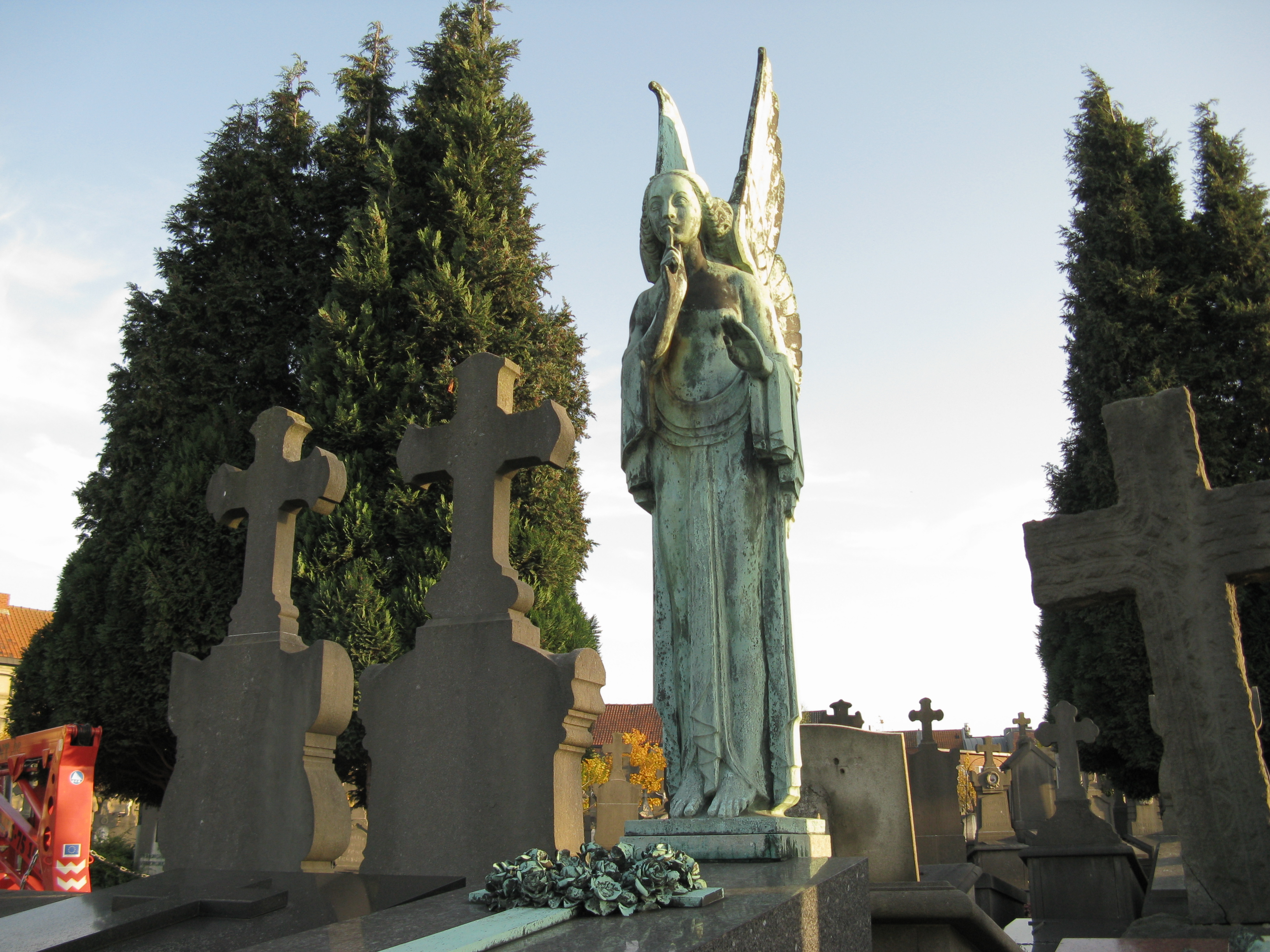
Campo Santo Gent - Engel in brons, graf Poelvoorde-Van De Voorde
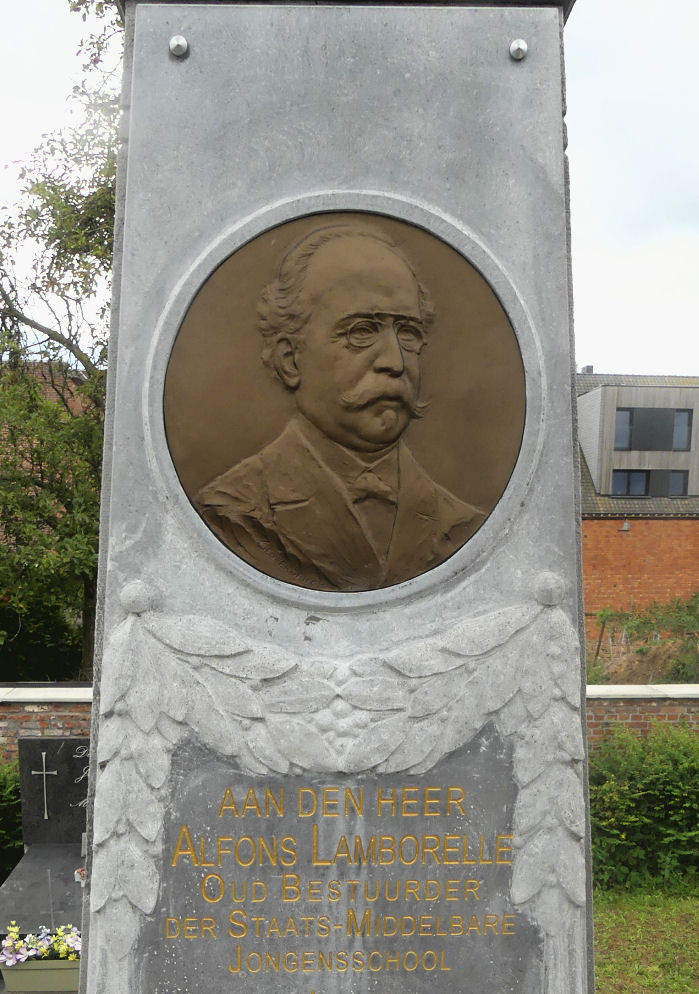
Lokeren Kerkhof Oude-Brug - Medaillon in brons op arduinen obelisk, graf van Alfons Lamborelle,